# نورا أمين
نورا عبد المتعال أمين فهمي والمعروفة باسم نورا أمين روائية وكاتبة قصصية وممثلة مسرح مصرية. ولدت في مدينة القاهرة في الرابع من يوليو 1970م، حصلت على ماجستير في الأدب المقارن بقسم اللغة الفرنسية جامعة القاهرة.
تتناول أعمالها العنف ضد المرأة وجمعت بين الأدب والمسرح والرقص والنسوية من أجل استخدام الفن للمقاومة وإحداث التغيير. في مقالها السياسي المنشور بالألمانية سنة 2018، قامت بتقييم ثورة 25 يناير من منظور نسوي. في عام 2015 صارت زميلة أكاديمية دير كونست دير فيلت وتعيش في برلين منذ ذلك الحين.

## حياتها
نشأت نورا أمين في عائلة ذات توجه غربي. عملت والدتها أستاذة جامعية، ووالدها رجل أعمال. تلقت نورا دروساً في الرقص. بعد دراسة الأدب الفرنسي والأدب المقارن، وحصولها على درجة الماجستير عام 1993، عملت لمدة تسع سنوات كمساعدة في أكاديمية الفنون في القاهرة. ترجمت الأدب الإنجليزي والفرنسي عن المسرح والرقص بالإضافة إلى مسرحيتين لمارغريت دوراس (L'Amante anglaise وLa musica deuxième) إلى العربية. في عام 1993 بدأت مسيرتها الاحترافية كراقصة وعضوة مؤسسة لـ«شركة الرقص الحديث» بدار الأوبرا المصرية. وحصلت نورا على دبلوم إدارة الفنون من معهد ڤيلار الملحق بمركز چون كنيدي للفنون الأدائية بالولايات المتحدة الأميريكية، وهي أول من قام بتدريس دورات تدريبية في الإدارة الثقافية في مصر، ابتداء من عام 2004، كما شاركت في تأسيس عدة مبادرات أهلية للمسرح، وأسهمت كمستشار فني لمدرسة القاهرة للتمثيل، ومنتدى الفنون الأدائية والمعاصرة بالإسكندرية ومهرجان خطوة إلى الأمام للفرق المستقلة بالإسكندرية ومدرسة ناس للمسرح الاجتماعي.
وهي متزوجة ولها ابنة واحدة.

## مسيرتها
في عام 2000 أسست مجموعة المسرح المستقلة "LaMusica"، والتي طورت من خلالها أسلوبها في تصميم الرقصات، والذي يجمع بين المسرح والرقص والتمثيل الإيمائي. أنشأت وأشرفت على مهرجان دولي للمسرح بعنوان «جدايل للفنون المستقلة» وأقيم لأول مرة في القاهرة عام 2002. في نظر نورا أمين، فإن الأدب والمسرح لغتان مختلفتان. فلغة الجسد في المسرح تخلق «أبجديتها الخاصة». على سبيل المثال، قامت بتوليف أربع قصائد كتبتها أثناء إقامتها في الولايات المتحدة الأمريكية من عام 2003 إلى عام 2004 لتتحول إلى عرض متعدد الوسائط، وناقش العرض «الصور النمطية عن المرأة العربية». في عام 2005 ظهرت كضيفة في العديد من المسارح الألمانية، بما في ذلك Berlin Schaubühne ومسرح فايمار الوطني. وقبل انتقالها إلى برلين في عام 2015، كانت قد أخرجت وأنتجت 37 مسرحية ورقصة وإنتاجًا موسيقيًا بالفعل. تتناول إنتاجاتها النسوية فهم دور المرأة المصرية وحياتها اليومية «التي تتميز بالقيود على الحرية الشخصية».
كتبت منذ عام 1995 ثلاث روايات ومجموعات من القصص القصيرة والقصائد باللغة العربية، تمت ترجمة بعضها إلى الإنجليزية والإيطالية والألمانية. يختلف نهجها العاطفي عن «الأعمال المبسطة والواضحة، ومعظمها سياسي أو ديني، والتي ميزت الأجيال السابقة من الكتاب» في مصر.
في مقالها المعنون "Weiblichkeit im Aufbruch''، الذي نُشر باللغة الألمانية عام 2018، درست دور الجسد الأنثوي في الأماكن العامة بناءً على تجربتها الخاصة باستخدام مثال الأحداث العنيفة في ميدان التحرير في عام 2011. وفقًا لإيفا بوشر (من صحيفة دي تسايت)، فإنها تصف قصة الربيع العربي كقصة جسدية، بحيث أن ميدان التحرير هو المسرح الذي طالبت فيه النساء -اللواتي سبق استبعادهن- بالحرية ومارسنها في نفس الوقت: "خلعن الحجاب ورقصن وطالبن بإسقاط حسني مبارك [...] وبدا أن قواعد النظام الأبوي قد توقفت لفترة وجيزة "[...]" ويتم الرد على ذلك بالاغتصاب الجماعي. وترى أن العنف الجنسي هو أداة سياسية. وتحاول نورا أمين، التي أسست المشروع المصري لمسرح المقهورين عام 2011 وتنقلت معه عبر البلاد، أن تجذب المشاهدين إلى العروض «من أجل البحث عن طرق جديدة لحل النزاعات من خلال الارتجال». وصفت نورا في مقالتها، وفقًا لبوشر، «مدى صعوبة قيام النساء، حتى على خشبة المسرح، بالتخلص من الأنوثة الخاضعة: إذ كان معظمهن خائفات من مواجهة الظالم حتى في المسرحية».
في الأعوام بين 2015 و2017 صارت نورا أمين زميلة في مركز الأبحاث الدولي لـ «تناسج ثقافات الأداء». في صيف 2018، حصلت على مرتبة أستاذ زائر في جامعة برلين الحرة ودرست الرقص «كوسيلة للمقاومة السياسية». كتب فرانك شميد في تحليله لأحد عروضها أن تمثيلات تجارب العنف وردود الفعل الجسدية يمكن أن «تنجرف بسهولة إلى الكليشيهات». «ومع ذلك، تتجنب نورا أمين التمثيلات التعبيرية المفرطة، وهي التي تعمل غالبًا مع هواة، وتواجه نقص القدرات الحركية لفنانيها من خلال تقييدهم بتعبيرات وجه متناثرة وعدد قليل من الأشكال البسيطة للحركة [...] ويظهر الأمل في التجربة المشتركة والتعبير عن العنف والصدمة عند التغلب على العقبة التي تمت مواجهتها.»
هي عضو اللجنة التأسيسية لمركز نشر الرقص ببرلين، وعضو مجلس أمناء المركز الألماني للمعهد الدولي للمسرح، وحصلت على زمالة مركز مسرح المقهورين في البرازيل عام 2003، والإدارة الثقافية في الفنون الأدائية من المجلس الثقافي البريطاني عام 2009، ودبلومة كلور للإدارة الثقافية من المملكة المتحدة، في 2009، وكرسي الأستاذية في الأدب باسم صامويل فيشر من الجامعة الحرة ببرلين 2004-2005. كما حاضرت في فن التمثيل بكلية ماونت هوليوك بالولايات المتحدة الأمريكية، 2005، وحصلت على زمالة أكاديمية فنون العالم في كولونيا، 2015، وهى أستاذة زائرة في Valeska-Gert لعلوم الرقص. كما اختيرت نورا أمين منسقا عاما لمهرجان شرم الشيخ الدولي للمسرح الشبابي سنة 2019. وقد حصلت عام 2009 على جائزة إبسن كمنحة لإخراج عرض مسرحى تجريبى عن “بيت الدمية”، وفى العام نفسه حصلت على لقب القيادة المسرحية الشابة على المستوى الدولى عن مصر من خلال المجلس الثقافى البريطانى 2009-2010.

## مؤلفاتها
- الفضاء المسرحي في المجتمع الحديث (ترجمة).[16][17]
- يانيس كوكس والسينوجرافيا والرفقة النبيلة (ترجمة).[18]
- المسرح المعاصر: ثقافة وثقافة مضادة (ترجمة).
- السينوغرافيا (ترجمة مع آخرين)، أكاديمية الفنون، مركز اللغات والترجمة، القاهرة، 1994.[19]
- جمل اعتراضية (تأليف- مجموعة قصصية)، المكتبة الأنجلومصرية، القاهرة، 1995.[20]
- الورشة: أول فرقة مسرحية مصرية مستقلة.[21]
- طرقات محدبة (تأليف- مجموعة قصصية)، دار الثقافة الجديدة، القاهرة، 1995.[22]
- مسارح آسيا (ترجمة)، أكاديمية الفنون، مركز اللغات والترجمة، القاهرة، 1995.[23]
- قبل الموت، دار ميريت، 2010.[24][25]
- تهجير المؤنث، آفاق للنشر والتوزيع، 2017.[26][27]
- الرجل الثالث.. من هو؟!، 1995[28]
- منهج أوجستو بوال في المسرح أو قوس قزح الرغبة[29] (ترجمة)، مهرجان القاهرة الدولي للمسرح التجريبي، الدورة التاسعة، 1997.[30]
- قميص وردي فارغ (تأليف- رواية) دار شرقيات، 2005.[31][32]
- موجز تاريخ الاتحاد السوفييتي (ترجمة).[33]
- التنوع البشرى الخلاق (ترجمة مع آخرين)[34]
- موجز تاريخ السينما (ترجمة)[35]
- المستغرب في فن التمثيل (ترجمة).[36]
- مسرحيتان لمارجريت دوراس: العشيقة الإنجليزية ولاموزيكا الثانية (ترجمة)
- حالات التعاطف (تأليف- مجموعة قصصية)[37]
- النصف الثالث (تأليف- مجموعة قصصية)، ميريت للنشر والمعلومات، القاهرة، 2002.[38][39]
- الوفاة الثانية لرجل الساعات (تأليف -رواية)، القاهرة، 2003.[40]
- المسرح المواطن (ترجمة)، وزارة الثقافة، مهرجان القاهرة الدولي للمسرح، 2000.[41]
- فن المطالبة بالحق، المسرح المصري المعاصر وحقوق الإنسان (تأليف)، الهيئة العربية للمسرح، الأمانة العامة، 2019.[42]
- ساركوفاج، دار العين للنشر، القاهرة، 2017.[43]
- العولمة النظرية الاجتماعية والثقافة الكونية (ترجمة)، المجلس الأعلى للثقافة، 1998.[44]
- لم أخرج من ليلى (ترجمة)، المجلس الأعلى للثقافة، 2005.[45]
- المسرح والتغيير (تأليف)